# Mario Toso
Mario Toso SDB (Mogliano Veneto, 2 de julho de 1950) é um prelado católico italiano, atual bispo da diocese de Faenza-Modigliana.
Toso professou os votos na Congregação Salesiana de Dom Bosco em 16 de agosto de 1967. Estudou filosofia e teologia na Faculdade de Teologia de Turim, onde obteve um bacharelado em Teologia. Foi ordenado sacerdote em 22 de julho de 1978, através do Bispo Girolamo Bartolomeo Bortignon.
Obteve o doutorado em filosofia na Universidade Católica do Sagrado Coração, em Milão em 1978, além de uma licenciatura em filosofia da Pontifícia Universidade Salesiana em 1981 e uma licenciatura em Teologia na Pontifícia Universidade Lateranense, em 1982. Desde 1980, é professor de filosofia na Pontifícia Universidade Salesiana e professor titular de filosofia teórica a partir de 1991. De 1994 a 2000 foi decano da Faculdade de Filosofia da mesma universidade e, em 2003 foi nomeado seu Reitor-Magnífico. Mons. Toso atuou como consultor do Pontifício Conselho Justiça e Paz e colaborou na fase preparatória da encíclica Caritas in Veritate do Papa Bento XVI.
Em 22 de novembro de 2009, Toso foi nomeado secretário do Pontifício Conselho Justiça e Paz e Bispo-titular de Bisarcio. Recebeu a consagração em 12 de dezembro de 2009 pelo Cardeal Secretário de Estado Tarcisio Bertone, tendo como principais co-consagradores o cardeal-diácono Renato Raffaele Martino e o arcebispo Giuseppe Molinari.
Em 19 de janeiro de 2015, foi nomeado pelo Papa Francisco como bispo da Diocese de Faenza-Modigliana, após a renúncia de Dom Claudio Stagni. Mons. Toso é delegado episcopal da região eclesiástica de Emilia-Romagna para a Pastoral Social e do Trabalho e membro da Comissão Episcopal da CEI para problemas sociais e trabalhistas.